# Patriarhia de Tărnovo

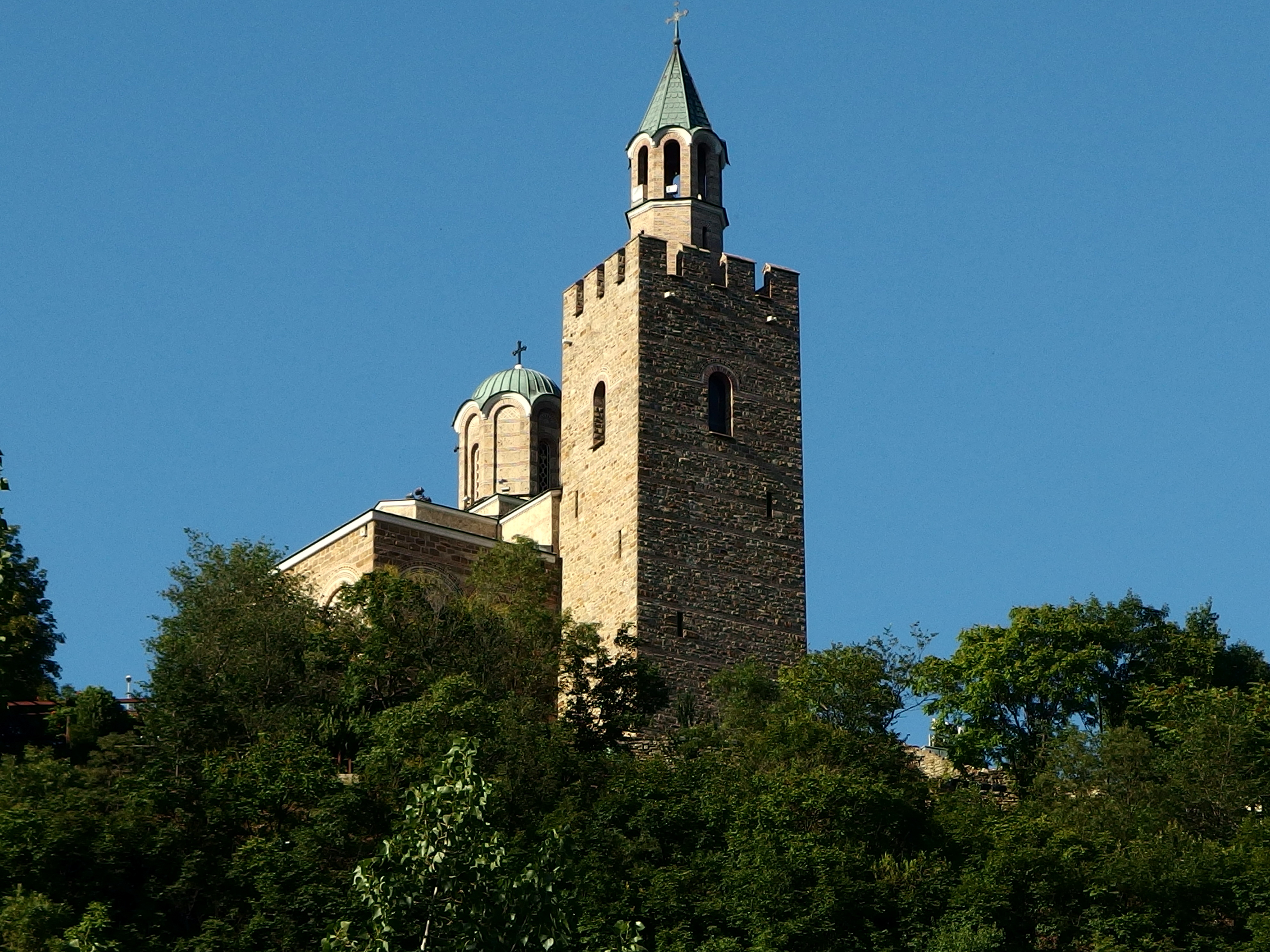
Catedrala patriarhală „Înălțarea Domnului” din Tărnovo

Patriarhia de Tărnovo (în bulgară Търновска патриаршия) a fost o structură administrativă autocefală a Bisericii Ortodoxe Bulgare în timpul Țaratului Vlaho-Bulgar. A ființat în perioada 1235-1393.

## Istoric
După ce frații bulgari Ioan Asan I și Petru al IV-lea au restabilit Țaratul Bulgar în 1185, după 170 de ani de stăpânire bizantină, ei au luat măsuri pentru a restabili Biserica Ortodoxă Bulgară autocefală. Din moment ce recunoașterea Bisericii Ortodoxe Bulgare ca biserică independentă de către patriarhul de Constantinopol era imposibilă la acel moment, bulgarii au încheiat temporar o uniune cu Biserica Romano-Catolică până în anul 1235, când, în urma Sinodului de la Lampsak, Biserica Ortodoxă Bulgară a fost recunoscută ca o patriarhie independentă cu sediul în capitala Tărnovo. Primul patriarh de Tărnovo a fost Ioachim I al Bulgariei. Ultimul patriarh cu reședința la Tărnovo a fost Eftimie de Tărnovo, care a fost exilat de otomani după ce au ocupat capitala bulgară în 1393.

## Patriarhii bulgari de Tărnovo
| Patriarhii bulgari de Tărnovo (1235-1393) |                     |                 |         |
| Patriarh                                  | Sf. Ioachim I       | 1235-1246       | Tărnovo |
| Patriarh                                  | Visarion            | c. 1246         | Tărnovo |
| Patriarh                                  | Vasile al II-lea    | 1246–c. 1254    | Tărnovo |
| Patriarh                                  | Vasile al III-lea   | c. 1254-1263    | Tărnovo |
| Patriarh                                  | Ioachim al II-lea   | 1263-1272       | Tărnovo |
| Patriarh                                  | Ignatie             | 1272-1277       | Tărnovo |
| Patriarh                                  | Sf. Macarie         | 1277-1284       | Tărnovo |
| Patriarh                                  | Ioachim al III-lea  | 1284-1300       | Tărnovo |
| Patriarh                                  | Dorotei             | 1300–c. 1315    | Tărnovo |
| Patriarh                                  | Romanus             | c. 1315–c. 1325 | Tărnovo |
| Patriarh                                  | Teodosie I          | c. 1325-1337    | Tarnovo |
| Patriarh                                  | Ioanichie I         | 1337–c. 1340    | Tărnovo |
| Patriarh                                  | Simeon              | c. 1341-1348    | Tărnovo |
| Patriarh                                  | Teodosie al II-lea  | 1348-1363       | Tărnovo |
| Patriarh                                  | Ioanichie al II-lea | 1363-1375       | Tărnovo |
| Patriarh                                  | Sf. Eftimie         | 1375-1393       | Tărnovo |

## Vezi și
- Biserica Ortodoxă Bulgară
- Eparhia de Veliko Tărnovo